# Edward Arthur Thompson
E. A. Thompson, de nombre completo Edward Arthur Thompson (Waterford, 22 de mayo de 1914-Nottingham, 1 de enero de 1994), fue un historiador y escritor británico nacido en Irlanda. Desde 1948 hasta 1979, E. A. Thompson fue profesor en la Universidad de Nottingham.
De ideología marxista-leninista, abandonó sin embargo el prosoviético Partido Comunista de Gran Bretaña a raíz de la invasión soviética de Hungría.   
Sus muchos libros incluyen una historia de Atila y los Hunos, los visigodos en el tiempo de Wulfila y, sobre todo, los godos en España. 

## Obras
- 1985: Who was Saint Patrick?
- 1984: Saint Germanus of Auxerre and the end of Roman Britain
- 1982: Romans and Barbarians
- 1975: The Conversion of the Spanish Suevi to Catholicism
- 1969: Los godos en España. Madrid: Alianza Editorial, 2007. ISBN 9788420661698; Los godos en España, trad. de Javier Faci Lacasta, Grupo Anaya Comercial, 2013. ISBN 8420683337
- 1966: The Visigoths in the Time of Ulfila
- 1965: The Early Germans
- 1952: Roman Reformer and Inventor: New Text of De Rebus Bellicis
- 1948: A History of Attila and the Huns
- 1947: Ammianus Marcellinus